# NGC 5909
NGC 5909 ist eine 14,0 mag helle Spiralgalaxie vom Hubble-Typ Sbc im Sternbild Kleiner Bär und etwa 323 Millionen Lichtjahre von der Milchstraße entfernt. 
Sie bildet mit NGC 5912 eine gravitationell gebundene Doppelgalaxie und wurde zusammen mit dieser am 12. Dezember 1797 von Wilhelm Herschel mit einem 18,7-Zoll-Spiegelteleskop entdeckt, der sie dabei mit „Two nebulae. Both vF, vS, resolvable, distance 1.5′ in parallel“ beschrieb.